# Poryte Włościańskie
Poryte Włościańskie (pronunciación en polaco: /pɔˈrɨtɛ vwɔɕˈtɕaj̃skʲɛ/: [pɔˈrɨtɛ vwɔɕˈtɕaj̃skʲɛ]) es un pueblo ubicado en el distrito administrativo de Gmina Stawiski, dentro del Condado de Kolno, Voivodato de Podlaquia, en el norte de Polonia oriental. Se encuentra aproximadamente a 6 kilómetros al oeste de Stawiski, a 12 kilómetros al sureste de Kolno, y a 78 kilómetros al oeste de la capital regional Białystok.